# Jordanita globulariae
Jordanita globulariae és una espècie de lepidòpter ditrisi de la família dels zigènids (Zygaenidae) molt comuna a Europa. Es troba des de la península Ibèrica fins a l'Ural.